# Estación de Diego de León
Diego de León es una estación de las líneas 4, 5 y 6 del Metro de Madrid (España) situada bajo las calles de Francisco Silvela, Diego de León y Conde de Peñalver, en el madrileño distrito de Salamanca.

## Historia
La estación fue inaugurada el 17 de septiembre de 1932 se abrieron al público los andenes de la línea 4, situada bajo la calle de Conde de Peñalver, con los accesos de Francisco Silvela y Diego de León. Hasta 1958 formó parte de la línea 2 y hasta el 26 de marzo de 1973 fue cabecera de línea.
El 26 de febrero de 1970 se inauguraron los andenes de la línea 5 y fueron puestos en servicio el lunes 2 de marzo del mismo año, bajo la calle Juan Bravo, con los dos accesos de esta calle, comunicándose con la estación de línea 4 por un largo pasillo bajo las calles de Juan Bravo y Conde de Peñalver.
El 11 de octubre de 1979 se abrieron al público los andenes de la línea 6, bajo la calle Francisco Silvela, con los accesos de Azcona, Eraso y Alcántara. Está comunicada con la estación de línea 5 por un pasillo bajo la calle Juan Bravo, que al llegar a la zona de línea 5 permite continuar por el pasillo que comunica con la estación de línea 4 para llegar a los andenes de la misma.
Los andenes de la línea 4 permanecieron cerrados entre el 13 de enero y el 6 de marzo de 2020 por obras en la línea. El servicio en las demás líneas se prestó sin alteraciones.
Desde el 30 de julio hasta el 9 de septiembre de 2022 el tramo Sainz de Baranda - Nuevos Ministerios de la línea 6 permaneció cortado por obras. En su lugar, existió un servicio especial de autobús sin coste para el viajero y con parada en el entorno de las estaciones afectadas. El servicio en líneas 4 y 5 no se vio afectado.

## Accesos
Vestíbulo Diego de León-Línea 4
- Diego de León C/ Diego de León, 71A
- Francisco Silvela, pares C/ Francisco Silvela, 58A
- Diego de León-rampa C/ Francisco Silvela, 63A (rampa esquina C/ Diego de León)
- Francisco Silvela-rampa C/ Francisco Silvela, 54 (rampa)

Vestíbulo Juan Bravo-Línea 5
- Conde de Peñalver C/ Juan Bravo, altura 53-56 (bulevar)
- Alcántara C/ Juan Bravo, altura 69 (bulevar)

Vestíbulo Francisco Silvela-Línea 6
- Azcona C/ Francisco Silvela, 34 (esquina C/ Azcona)
- Eraso C/ Francisco Silvela, 40 (esquina C/ Eraso)
- Alcántara C/ Francisco Silvela, 47

## Líneas y conexiones

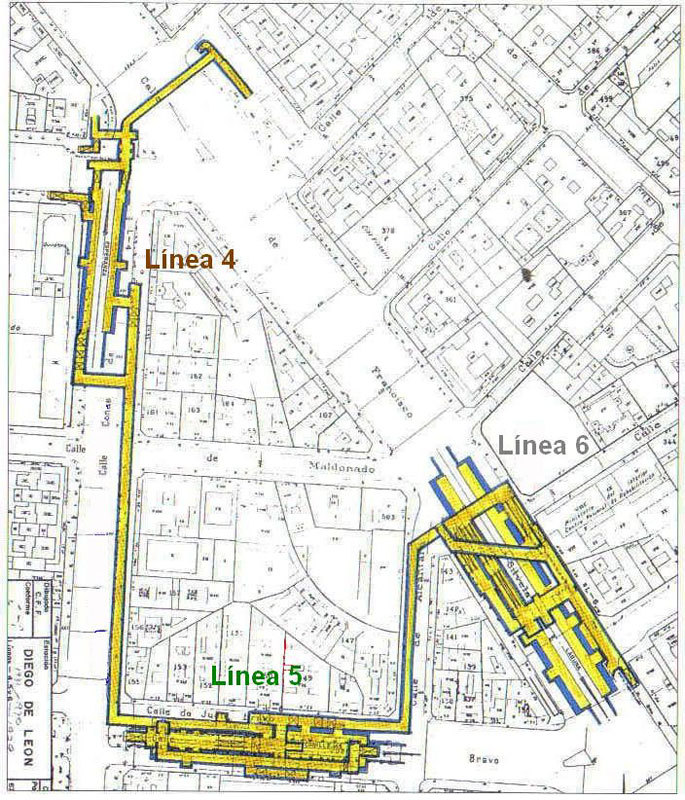
Esquema subterráneo de la estación.

### Metro
| << cabecera      | < estación     | línea | estación >         | cabecera >>        |
| ---------------- | -------------- | ----- | ------------------ | ------------------ |
| Argüelles        | Lista          |       | Avenida de América | Pinar de Chamartín |
| Alameda de Osuna | Ventas         |       | Núñez de Balboa    | Casa de Campo      |
| Circular         | Manuel Becerra |       | Avenida de América | Circular           |

### Autobuses

Situación de los autobuses de la EMT y los accesos a la estación de Diego de León.

| Diurnos                                 |                                             |                                                            |
| Autobuses con cabecera en Diego de León |                                             |                                                            |
| Línea                                   | Destino                                     | Parada                                                     |
| 72                                      | Hortaleza                                   | 785 DIEGO DE LEÓN (C/ Fco. Silvela, 54)                    |
| 73                                      | Feria de Madrid                             | 785 DIEGO DE LEÓN (C/ Fco. Silvela, 54)                    |
| 26                                      | Plaza de Tirso de Molina                    | 2223 DIEGO DE LEÓN (C/ Conde de Peñalver, 96)              |
| 56                                      | Puente de Vallecas                          | 2224 DIEGO DE LEÓN (C/ Conde de Peñalver frente al N.º 96) |
| 210                                     | La Elipa                                    | 5452 DIEGO DE LEÓN (C/ Conde de Peñalver frente al N.º 88) |
| Autobuses pasantes en Diego de León     |                                             |                                                            |
| Línea                                   | Destino                                     | Parada                                                     |
| 12                                      | Paseo Marqués de Zafra                      | 786 DIEGO DE LEÓN (C/ Francisco Silvela, 53)               |
| C1                                      | Circular 1 (> Embajadores)                  | 786 DIEGO DE LEÓN (C/ Francisco Silvela, 53)               |
| 61                                      | Moncloa                                     | 1429 HOSPITAL DE LA PRINCESA                               |
| 43                                      | Felipe II                                   | 2371 AZCONA-FRANCISCO SILVELA                              |
| 48                                      | Manuel Becerra                              | 2371 AZCONA-FRANCISCO SILVELA                              |
| 61                                      | Narváez                                     | 3739 HOSPITAL DE LA PRINCESA                               |
| 12                                      | Cristo Rey                                  | 5296 DIEGO DE LEÓN (C/ Francisco Silvela, 50)              |
| C2                                      | Circular 2 (> Cuatro Caminos)               | 5296 DIEGO DE LEÓN (C/ Francisco Silvela, 50)              |
| 48                                      | Bº Canillejas                               | 5311 FRANCISCO SILVELA-JUAN BRAVO                          |
| Nocturnos                               |                                             |                                                            |
| Autobuses pasantes en Diego de León     |                                             |                                                            |
| Línea                                   | Destino                                     | Parada                                                     |
| N3                                      | Feria de Madrid                             | 1247 JUAN BRAVO-FRANCISCO SILVELA                          |
| N3                                      | Cibeles                                     | 3807 METRO DIEGO DE LEÓN (C/ Juan Bravo, 61)               |
| NC2                                     | Circular 2 (> Cuatro Caminos - Pza. España) | 784 FRANCISCO SILVELA-JUAN BRAVO                           |
| NC1                                     | Circular 1 (> Manuel Becerra - Atocha)      | 811 FRANCISCO SILVELA-JUAN BRAVO                           |